# Епархия Хуаляня
Епархия Хуаляня (лат. Dioecesis Hvalienensis) — епархия Римско-Католической Церкви с центром в городе Хуалянь, Китайская Республика. Епархия Хуаляня входит в митрополию Тайбэя. Кафедральным собором епархии Хуаляня является церковь Пресвятой Девы Марии в городе Хуалянь.

## История
17 августа 1952 года Римский папа Пий XII издал буллу "Ad Christi regnum", которой учредил апостольскую префектуру Хуаляня, выделив её из апостольской префектуры Тайбэя (сегодня — Архиепархия Тайбэя).
1 марта 1963 года Римский папа Иоанн XXIII издал буллу "Apostolica praefectura", которой преобразовал апостольскую префектуру Хуаляня в епархию.

## Ординарии епархии
- епископ Андре-Жан Верино MEP[1] (7.08.1952 — 25.07.1973) — апостольский администратор;
- епископ Матфей Цзя Яньвэнь (14.12.1974 — 15.11.1978) — назначен архиепископом Тайбэя;
- епископ Павел Шань Госи SJ (15.11.1979 — 4.03.1991) — назначен епископом Гаосюна;
- епископ Андрей Цзянь Чжицюнь (23.01.1992 — 19.11.2001);
- епископ Филипп Хуан Чжаомин (19.11.2001 — по настоящее время).

## Источник
- Annuario Pontificio, Libreria Editrice Vaticana, Città del Vaticano, 2003, ISBN 88-209-7422-3
- Булла Ad Christi regnum, AAS 44 (1952), стр. 851  (лат.)
- Булла Apostolica praefectura, AAS 56 (1964), стр. 251 (лат.)